# Georgieni
Georgieni, numiți și kartveli (în limba georgiană ქართველები, kartvelebi) sunt o națiune și un grup etnic originar din Georgia. Grupul etnic georgian este unul dintre cele mai vechi grupuri etnice din lume. Georgienii fac parte din grupul popoarelor ibero-caucaziene (იბერიელ-კავკასიელი ხალხები) și din familia etnică, lingvistică și culturală sud-caucaziană. Georgienii se numără printre grupurile indigene din zona caucaziană. Limba georgiană are o foarte veche tradiție literară, iar alfabetul georgian este unul dintre cel 14 alfabete unice care există azi în lume. Istoria frământată a Georgiei a fost marcată de lupta națională pentru existență și supraviețuire. Această națiune veche a reușit să supraviețuiască timp de 4.000 de ani, în ciuda tuturor invaziilor străine care i-au amenințat existența.

## Origini
Cei mai mulți istorici, antropologi, lingviști și arheologi sunt de acord că strămoșii georgienilor de azi au locuit zona din sudul Caucazului și Asia Mică încă din neolitic. Cercetătorii îi numesc de obicei pe acești înaintași ca triburi proto-kartveliane.
Triburi proto-gerorgiene:
- Tubalcain, asociat cu un trib protogeorgian, menționat în Biblie ca „făurar de unelte de aramă și de fier”. (Facerea 4:22)
- Mușki (present day Meșketiani), tribul regelui Mita, despre care se presupune că este același cu regele Midas.
- Tubal, tron protogeorgian menționat în Biblie ca „meșec”. (Iezekiel 38:1-43). Grecii numeau acest popor „tiberiani”, de unde este posibil să fi derivat numele „Iberia”, sub care cunoștea lumea antică estul Georgiei.
- Daiaeni în sursele asiriene și Taokhoi în cele grecești, locuiau în nord-estul Anatoliei, o regiune care a făcut la un moment dat parte din Georgia. Georgienii  numesc această regiune, dar care face parte din statul turc, ca „Tao-Klarjeti”. În regiune mai există încă vorbitori de Georgiană,
- Colchiani în regatul vestic georgian al Colchida.
- Iberiani în regatul estic georgian al Iberiei.

Atât colchianii și iberianii au jucat un rol important în procesul de formare etnică și culturală a națiunii moderne georgiene.

## Istorie
În secolul al XIII-lea î.Hr. s-a format o a doua uniune tribală georgiană pe tărmul Mării Negre, ceea ce a dus la apariția Regatului Colchida în vestul Georgiei.
Grecii antici numeau vestul Georgiei ca „Colchida”. Această regiune apare în legenda a lui Iason și a argonauților, care ar fi călătorit aici pentru căutarea lână de aur. Din anul 2000 î.Hr, nord-vestul Colchidei a fost locuită de triburile georgiene  „svan” și „zan”. În estul Georgiei s-au dus lupte pentru putere între diferitele confederații de triburi în perioada secolelor al VI-lea – al IV-lea î.Hr., din care au ieșit învingătoare triburile kartliane din regiunea Mtskheta din Iberia. În conformitate cu tradiția georgiană, Regatul Kartli (cunoscut și ca Iberia în literatura romano-elenă) a fost format în jurul anului 300 î.hr. de Parnavaz I, primul rege al dinastiei Parnavazidă.
Între anii 653 – 333 î.Hr., atât Colchida cât și Iberia au supraviețuit atacurilor Imperiului Median și mai apoi ale celui Persan. La sfârșitul secolului al III-lea î.Hr, sudul Iberiei a fost ocupat de armatele lui Alexandru cel Mare, care a fost întemeietorul unui vast imperiu.
Între începutul secolului al II-lea î.Hr. și celui de-al II-lea d.Hr., atât Colchida cât și Iberia, (ca și regiunile înconjurătoare de altfel) au devenit teatrul de luptă dintre puterile vremii: Imperiul Roman, Armenia și efemerul Regat al Pontului. Ca urmare a campaniilor strălucite ale lui Pompei și Lucullus, regatele georgiene Colchida și Iberia au trecut sub controlu direct al Romei. În timpul împăratului Traian, Iberia Caucaziană a devenit unul dintre cei mai de nădejde aliați ai Imperiului Roman. Fostul Regat al Colchidei a fost reorganizat de romani ca provincia Lazicum, condusă de un legati.

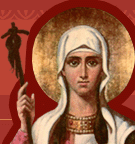
Sfânta Nino este considerat creștinătorul georgienilor (327 d.Hr.)

Regatul est-georgian al Iberiei a devenit primul stat din lume convertit la creștinism, când, în anul 327 d.Hr.,  regele Mirian al II-lea a decretat creștinismul religie de stat. În secolul al IV-lea, și Lazica (fostul Regat al Colchidei) adoptase creștinismul ca religie oficială. La sfârșitul secolului al V-lea, principele Vakhtang I Gorgasali a organizat și condus o revoltă în timpul căreia a reușit să cucerească independența Iberiei, el proclamându-se rege. Armatele georgiene au lansat o serie de campanii încununate de succes împotriva Imperiului Persan și a celui Bizantin.
În primele decenii ale secolului al IX-lea, s-a dezvoltat și consolidat un nou stat georgian în regiunea Tao-Klarjeti. Ashot I Kuropalates, din familia regală Bagrationi, a condus lupta de eliberare de sub stăpânirea arabilor a teritoriile din sudul Iberiei. Prima monarhie unită a Georgiei a fost fondată la sfârșitul secolului al X-lea de David al III-lea Kuropalate a invadat comitatul Kartli-Iberia. Trei ani mai târziu, după moartea regelui Theodosius al III-lea al Egrisi-Abhaziei, nepotul lui Bagrat al III-lea al Georgiei a moștenit tronul țării.  În anul 1001, Bagrat a inclus Tao-Klarjeti (Curopalatinatul Iberiei) în domeniile sale după moarte lui David al III-lea.
În perioada 1008-1010, Bagrat al III-lea, rege al Abhaziei și Tao-Klarjetiei a anexat Kakheti și Ereti, devenind astfel primul monarh al Georgiei unite. În  1008 a fost proclamat primul Regat al Georgiei (1008-1466) sub dinastia Bagrationi. Această dinastie a fost fondată de Ashot I (Ashot cel Mare) la sfârșitul secolului al VIII-lea.

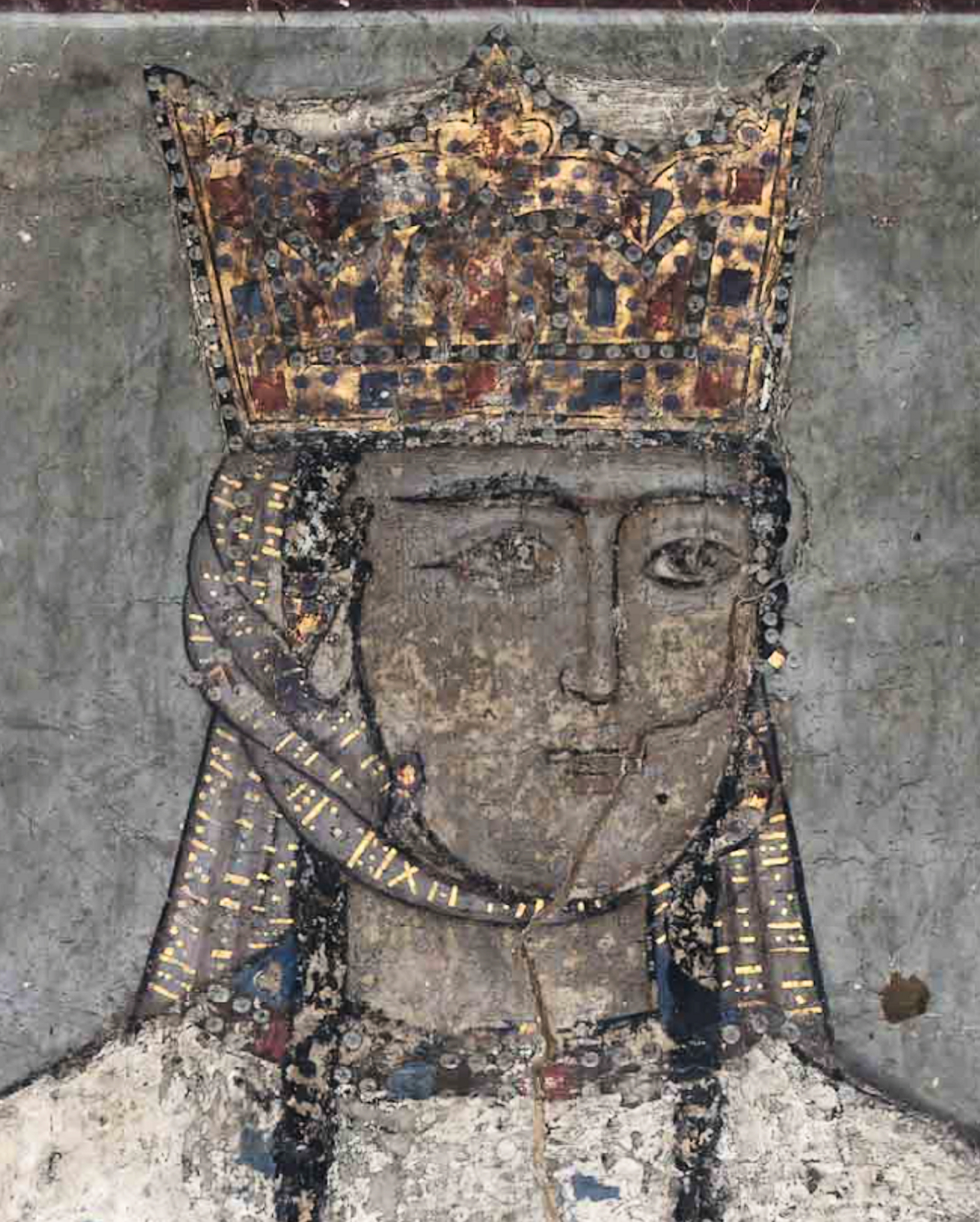
Regina Tamara a Georgiei

Lupta împotriva invadatorilor selgiucizi a fost condusă de tânărul David al IV-lea, din familia regală Bagrationi, care moștenise tronul 1089 la numai 16 ani. în 1121, sultanul selgiucid Mahmud a proclamat Jihadul împotriva Georgiei și a trimis o armată puternică condusă de unul dintre cei mai faimoși generali, Al-Ghazee, să-i înfrângă pe creștinii georgieni. Deși turcii selgiucizi îi depășeau numeric cu mult pe georgieni, acești din urmă au reușit să-i învingă pe invadatori în timpul Bătălia de la Didgori. Mai mult decât atât, în 1122, georgienii au cucerit Tbilisi care a fost proclamat capitala regatului. Ca urmare, regiunea populată în principal de creștini Ghishi-Kabala (vestul regiunii Shirvan) a fost anexată de Georgia, în vreme ce restul regiunii Shirvan, majoritar islamică, a devenit un stat clientelar al Georgiei. În același an, anumite regiuni ale Armeniei au fost eliberate de sub dominația musulmană și au fost incorporate în statul georgian. În 1124, David a fost proclamat și rege al armenilor, incorporând Armenia nordică în domeniile coroanei georgiene. La moartea sa din 1125, regele David a lăsat o Georgie puternică, cu un statut de putere regională. Pentru realizările sale excepționale, regele David a primit supranumele de „Aghmashenebeli.” (Ctitorul).
Cel mai glorios monarh georgian a fost regina Tamar, strănepoata lui David. Domnia reginei Tamar a marcat periada de maximă înflorire a Regatului Georgiei din întreaga sa istorie. Imperiul din Trapezunt a fost practic dependent de Georgia pentru mai mult de două secole. În 1210, armatele georgiene au invadat nordul Persiei, (Azerbaidjanul iranian din zilele noastre), trecând o parte a teritoriului cucerit sub protectoratul georgian. În acel moment, Georgia a ajuns la cea mai mare întindere din întreaga sa istorie. Regina Tamar era numită în mod oficial „Regina Abhazilor, Kartveleților, Ranilor, Kakhilor și Armenilor, Shirvan-Shakhinilor și Shakh-in-Shakhinilor, Suverana Estului și Vestului”. Georgienii o numes pe această mare conducătoare „Regina Tamar cea Mare”. Perioada secolelor XII – XII, și în special domnia reginei Tamar cea Mare poate fi condiderată perioada de aur a Georgiei. În afara realizărilor politico-militare, această perioadă a fost caracterizat printr-o înflorire extraordinară a culturii, științelor și artei georgiene.

## Distribuția geografică a georgienilor
Numărul total al georgienilor este estimat la aproximativ 6.000.000 de persoane.
- În jur de 4 milioane de georgieni locuiesc în Georgia, unde formează aproximativ 83% din populație.
- Georgienii locuiesc în anumite regiuni din Turcia, unde reprezintă populația. Numărul total al turcilor de naționalitate georgiană este estimat la 1.500.000 de locuitori.
- Aproximativ 200.000 de georgieni locuiesc în Rusia.
- Între 50.000 și 100.000 de georgieni (estimările variază) locuiesc în Iran în mai multe regiuni și în principalele orașe.
- În conformitate cu statisticile oficiale, în Azerbaidjan locuiesc 14.900 de georgieni.[12]  Cei mai mulți georgieni (numiți „ingilos”) locuiesc în raioanele Qakh, Balakan și Zakatala, care au fost sub stăpânirea directă a Regatului Georgian până în secolul al XVII-lea. Aceste raioane au fost parte constitutivă a RD Georgiană și mai apoi a republicii georgiene din cadrul RSFS Transcaucaziene până în 1931, când a fost trecută definitiv în administrarea Azerbaidjanului.[13]  Georgia nu a ridicat nicio pretenție teritorială în ceea ce privește raioanele mai sus-amintite.
- Aproximativ 200.000 de georgieni locuiesc în diferite alte state din occident – SUA, Germania, Olanda, Franța, etc.
- Există un număr de georgieni și în Argentina în provinciile Mendoza și Rio Negro.

## Georgieni notabili
- Tenghiz Abuladze
- Antim Ivireanul
- George Balanchine
- Dinastia Bagrationi
- Oleg Basilasvili
- Besiki
- Nani Bregvadze
- Nino Burjanadze
- Maia Ciburdanidze
- Gia Dvali
- Zurab Dvali
- Grigori Gabadadze
- Revaz Gamkrelidze
- Nona Gaprindasvili
- Fani Gingihasvili
- Vahtang Kikabidze
- Alexander Kvitashvili
- David Maisuradze
- Medeea
- Nino
- Bulat Okudjava
- Nico Pirosmani
- Eduard Sevardnadze
- Miheil Saakasvili
- Iosif Vissarionovici Stalin
- Tamara a Georgiei
- Albert Tavhelidze